# Mad og drikke i tidlig enevælde
 Mad og drikke i tidlig enevælde var for konge, herremænd og rige borgere spisevaner der var meget anderledes end landbefolknings. De spiste meget mere kød og mange flere retter, når de holdt store middage. Kosten på landet var derimod betinget af den selvforsynende økonomi, som befolkningen havde. Markerne gav bonden det livsvigtige korn, som var hovedbestanddelen i kosten.
Kosten var ofte meget ensformig. Det var hovedsagelig rugbrød, grød, vælling eller suppe suppleret med saltet flæsk samt saltet eller tørret fisk. Det blev skyllet ned med rigelige mængder tyndt øl, som man for det meste havde brygget selv. Kosten varierede alt efter hvilke råvarer, man havde tilgængelig, og efter hvilket landskab man boede i.

## Måltider
Landbefolkningen spiste tre store måltider; davre, middag og nadver. De største måltider var davre og middagsmad. Der skulle man nemlig bruge energi til det hårde fysiske arbejde, som blev lavet om dagen.
Ind imellem de store måltider kom der mellemmåltiderne. De bestod oftest bare af en skive brød med lidt fedt, ost eller honning på.

### Davre – morgenmad
Davre blev ofte allerede spist omkring kl. 6 om morgenen. Der havde tjenestepigerne allerede været oppe og malke første gang. Davren bestod af øllebrød, som man nogle steder fik lidt flæsk til, og i egne tæt på havet fik man en sild. Det blev skyllet ned med øl.

### Middag – frokost
Middagsmaden blev serveret kl. 12. I de fleste egne spiste man 2 retter – søbemad og sulemad. Søbemaden var grød, vælling eller en suppe. Sulemaden var flæsk eller kød kogt fra suppen, vællingen eller grøden. Fisk og endda frisk kød kunne man også få, hvis det var slagtetid.

### Nadver – aftensmad
Nadver spiste man, når dagens arbejde var forbi. Her fik man grød. Hvis den var kold, hældte man varm mælk over. Det blev skyllet ned med øl.